# Szent Konstantin és Szent Ilona-székesegyház (Vajdahunyad)
A vajdahunyadi Szent Konstantin és Szent Ilona-székesegyház műemlékké nyilvánított épület Romániában, Hunyad megyében. A romániai műemlékek jegyzékében a  HD-II-m-B-03345 sorszámon szerepel.